# Паллавичино, Ладзаро
Ладзаро Паллавичино (итал. Lazzaro Pallavicino; 1602/1603, Генуя, Генуэзская республика — 21 апреля 1680, Рим, Папская область) — итальянский куриальный кардинал. Апостольский легат в Болонье с 1 сентября 1670 по 14 сентября 1673. Кардинал-дьякон с 29 ноября 1669, с титулярной диаконией Санта-Мария-ин-Аквиро с 19 мая 1670 по 8 ноября 1677. Кардинал-священник с титулом церкви Санта-Бальбина с 8 ноября 1677 по 21 апреля 1680.